# 13734 Buklad
13734 Buklad eller 1998 RC66 är en asteroid i huvudbältet som upptäcktes den 14 september 1998 av LINEAR i Socorro County, New Mexico.  Den är uppkallad efter Naomi Buklad.
Asteroiden har en diameter på ungefär 3 kilometer.